# Татары Румынии

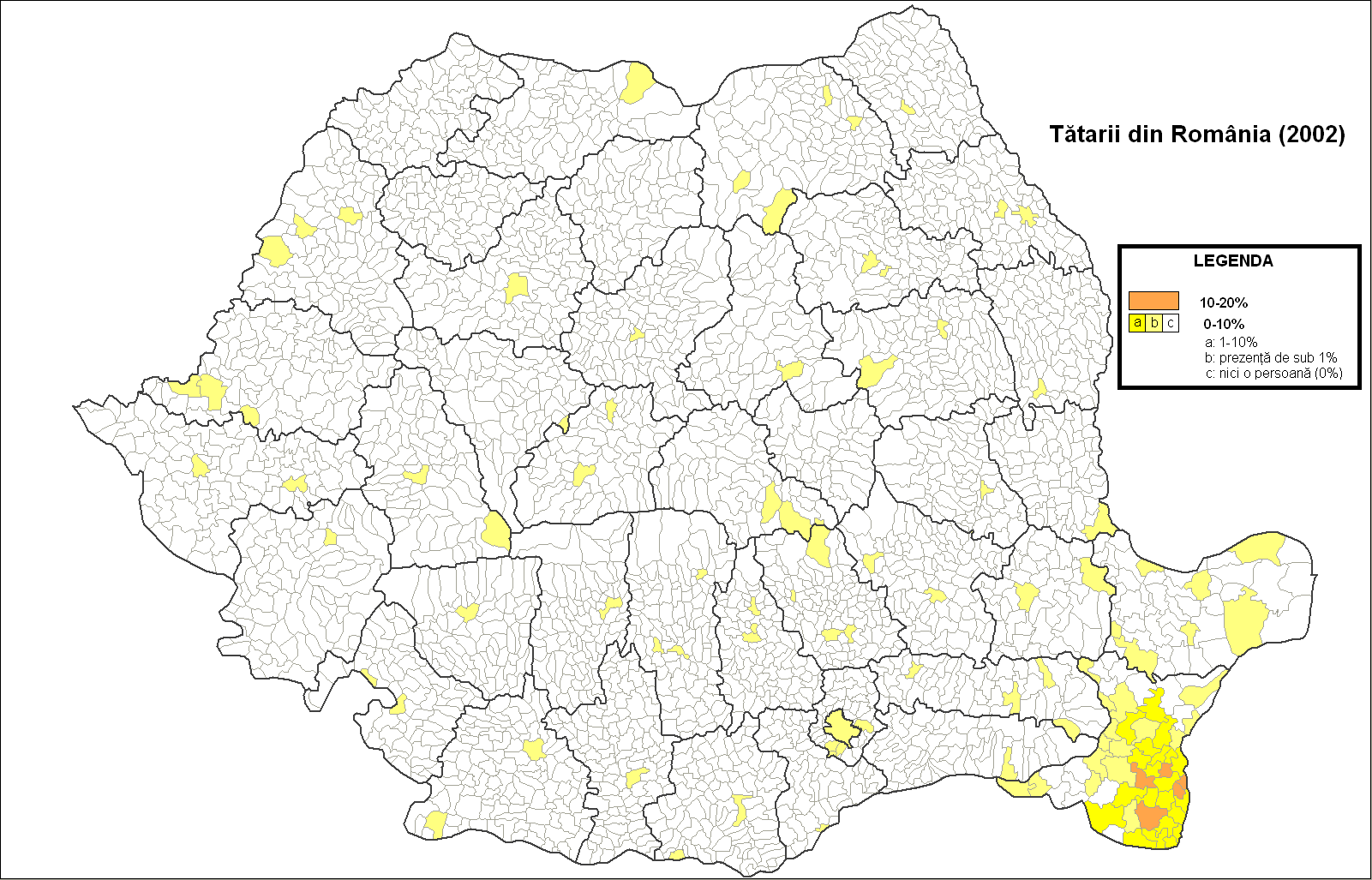
Татары в Румынии, по переписи 2002 года.

Татары Румынии (также румынские татары, дунайские татары, буджацкие татары, рум. Tătarii din România, крымскотат. Romaniya Tatarları) — одно из официально признанных национальных меньшинств современной Румынии.
Большинство румынских или дунайских татар — это потомки крымских татар, говорящих на добруджататарском языке, который в свою очередь близок  степному диалекту крымскотатарского языка. Другая часть — это буджакские татары, потомки ногайцев Буджакской Орды.
Румынские татары имеют одного представителя в нижней палате румынского парламента (Палата депутатов Румынии). По переписи 2002 года в Румынии проживало 24 000 татар (0,1 % населения страны). Небольшое число дунайских татар, исповедующих ислам, сохранилось в Молдавии, согласно переписи населения Молдавии 2004 года. Имеют свою партию, выражающую интерес татарского народа.

## История

### Предыстория
Тюрки появились и осели на территории сегодняшней республики Румыния в XIII столетии, во времена первого татаро-монгольского нашествия, хотя различные тюркские племена (гунны, авары, булгары, печенеги) проникали на территорию будущих Дунайских княжеств с V века и на всём протяжении Средневековья.

### Этнические группы
Большинство современных татар в Румынии — это потомки крымских татар (см. крымские татары в Румынии), переселившихся сюда волнами из занятых Российской империей в XVIII веке территорий Крыма и Северного Причерноморья. Другая часть — это буджацкие татары Южной Бессарабии и Буджака.
Буджакские татары, один из основных компонентов в составе румынских татар, являются потомками ногайцев Буджакской Орды. Отличия в быту годами сохранялись между оседлыми татарами (крымскими) и татарами-кочевниками (ногайцами). Кроме того, имели место и чисто ногайские деревни. Исследователями выделяется так называемый нугайский диалект румынских татар. Ногайцы попали в Румынию в результате российской экспансии в Крым и Приднестровье.

### Татары Добруджи
Татары в Румынии преимущественно проживают в восточной части страны — в области Добруджа. Всхолмлённая, степная, засушливая, малонаселённая причерноморская область Добруджа издавна привлекала кочевые племена тюрок и подверглась интенсивной турецко-татарской колонизации с XV века. Накануне русско-турецкой войны 1877—1878 годов число татар на территории будущей румынской Добруджи (ныне Северная Добруджа) составляло не менее 150 тыс. чел. Рядом с ними проживало не менее 50 тыс. турок. Многие из них были мухаджирами, переселившимися из-за Дуная после аннексии Буджака и Бессарабии Российской империей в 1812 году. По завершении войны около 100 тысяч мусульман незамедлительно покинуло Румынию, переселившись в османскую Анатолию. Со временем татарские общности консолидировались в единую группу, проживавшую бок о бок с румынскими турками. К ним также примкнула часть черкес из Северного Кавказа. Вместе эти группы составили основу мусульманской общины Румынии на долгие века, а также и в настоящее время. Турки и татары оказали значительное влияние на румынский язык, культуру, традиции, кухню и музыку.

## Переписи населения
Первая румынская перепись Добруджи 1880 года выявила 29 476 татар (21 %) и 18 624 турок (13 %) в Добрудже. Всего мусульмане составляли 34 % населения региона. Самих румын в Добрудже тогда было всего 43 671 человек (31 % населения). До их переселения в Добружду в конце XVIII — XIX веке уже существовали поселения ногайцев, 30 000 которых (численность, возможно, завышена) были приглашены на поселение в Добруджу турецкими султанами.
Большинство румынских татар и сейчас (2002 год, перепись) живет в исторической области Северная Добруджа, где они составляют 2,5 % населения района. После быстрого сокращения в конце XIX — начале XX века, их доля и численность стабильны. В коммунистической Румынии положение турок и татар было относительно благополучным, несмотря на некоторую неопределённость в образовательном плане.